# Ganguise
Die Ganguise ist ein kleiner Fluss in Frankreich, der in der Region Okzitanien verläuft. Sie entspringt im südwestlichen Gemeindegebiet von Villeneuve-la-Comptal, entwässert generell in westnordwestliche Richtung, wird bei Belflou zum Lac de la Ganguise aufgestaut und mündet nach rund 17 Kilometern etwa am Berührungspunkt der Gemeinden Beauteville, Saint-Michel-de-Lanès und Avignonet-Lauragais als rechter Nebenfluss in den Hers-Mort. Auf ihrem Weg durchquert die Ganguise zunächst das Département Aude und bildet in ihrem Unterlauf streckenweise die Grenze zum benachbarten Département Haute-Garonne.

## Orte am Fluss
(Reihenfolge in Fließrichtung)
- Brézil, Gemeinde Payra-sur-l’Hers
- Borde Neuve, Gemeinde Payra-sur-l’Hers
- Cumiès
- Molleville
- Belflou
- Gourvieille
- Les Alix, Gemeinde Avignonet-Lauragais

## Naturschutz
Ein Großteil des Flussverlaufes befindet sich im Natura 2000-Vogelschutzgebiet Piège et collines du Lauragais.